# Wiktor Feliks Szokalski

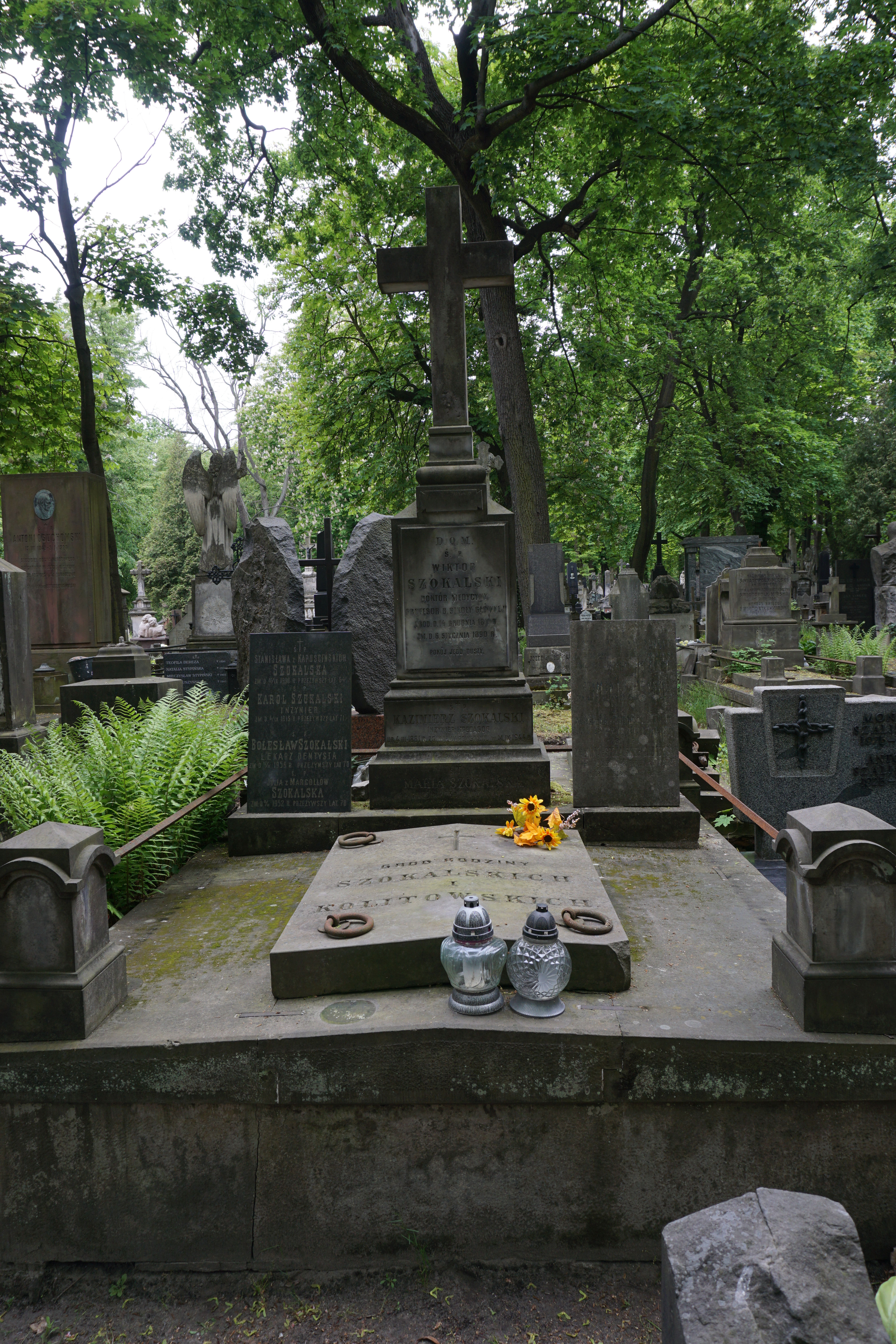
Grób Wiktora Feliksa Szokalskiego na cmentarzu Powązkowskim

Wiktor Feliks Szokalski (ur. 15 grudnia 1811 w Warszawie, zm. 6 stycznia 1891 tamże) – polski lekarz okulista, naczelny lekarz Instytutu Oftalmicznego, uznawany za ojca polskiej okulistyki; propagator ewolucjonizmu, badacz marzeń sennych.

## Życiorys
30 września 1828 roku po ukończeniu Liceum Warszawskiego zapisał się na Wydział Lekarski Uniwersytetu Warszawskiego.
Mając 19 lat i będąc na trzecim roku studiów (3 kurs) wziął udział w powstaniu listopadowym. Był żołnierzem Gwardii Honorowej, a później podlekarzem 13 i 17 pułku piechoty liniowej. Odznaczony został Złotym Krzyżem Virtuti Militari. Klęska powstania zmusiła go do przekroczenia granicy pruskiej wraz z korpusem Rybińskiego. Pozostał za granicą i kontynuował studia medyczne na Uniwersytecie w Gießen w Wielkim Księstwie Hesji, gdzie uzyskał w 1834 roku tytuł doktora medycyny, chirurgii i akuszerii. Studia kontynuował na Uniwersytecie w Heidelbergu i Würzburgu do roku 1836. W 1837 przeniósł się do Paryża (prawo niemieckie zabraniało praktyki lekarskiej cudzoziemcom).
W Paryżu został asystentem profesora Jules′a Sichela w jego prywatnej klinice. W celu potwierdzenia dyplomu niemieckiego musiał również studiować i uzyskać tytuł doktora medycyny na uczelni francuskiej.
Od 1840 wykładał oftalmologię. W 1844 został lekarzem dobroczynności w VII okręgu Paryża. Pisał artykuły naukowe do czasopism francuskich i niemieckich. Udzielał się również jako pisarz polityczny w „Trzecim Maja”.
W Paryżu ożenił się z Niemką i zbliżył ze środowiskiem niemieckich lekarzy. Jako urodzony społecznik założył wkrótce towarzystwo lekarzy niemieckich (polskie środowisko naukowe było niewielkie i trudne do zorganizowania). Został jego pierwszym przewodniczącym.
Sytuacja materialna Szokalskiego nie była zbyt dobra i zmusiło go to do wyjazdu i pracy na francuskiej prowincji. W 1847 roku objął kierownictwo szpitala w Alice Sainte Reine w Burgundii, pracując jednocześnie na stanowisku lekarza kolei żelaznych linii Paryż – Lyon. Nadal pozostawał w kontakcie z polską emigracją, a zwłaszcza ze stronnictwem księcia Adama Czartoryskiego i w 1848 wyjechał z jego ramienia z misją polityczną do Nadrenii.
Jego praca naukowa i sława w środowisku lekarskim spowodowały, że w 1850 roku wydział lekarski Uniwersytetu Jagiellońskiego powołał go na świeżo utworzoną katedrę oftalmologii. Władze austriackie nie zatwierdziły tej nominacji.
W 1853 roku uzyskał zgodę na powrót do Warszawy. Musiał jednak zdać egzaminy potwierdzające jego wykształcenie medyczne. Rada Lekarska Królestwa przyznała mu stopień doktorski a Instytut Oftalmiczny zatrudnił jako lekarza konsultanta. Wkrótce został lekarzem etatowym, a w 1858 roku lekarzem naczelnym. Rok wcześniej został sekretarzem Towarzystwa Lekarskiego Warszawskiego i pełnił tę funkcję aż do śmierci.
Był wykładowcą fizjologii w Akademii Medyko-Chirurgicznej w Warszawie w 1859 roku.
W latach 1861–1863 opublikował w 2 tomach monumentalną, liczącą blisko tysiąc stron książkę, Fantazyjne objawy zmysłowe, która pozwala zaliczać go do prekursorów koncepcji nieświadomości.
Był utożsamiany ze starszą szkołą w obrębie polskiej szkoły filozofii medycyny. Podobnie jak Henryk Hoyer ówczesną filozofię medycyny traktował jako antymetafizyczną reakcję pozytywistyczną i specyficzną filozofię przyrody.
W latach 1880–1891 był członkiem honorowym Poznańskiego Towarzystwa Przyjaciół Nauk.
Pogrzeb Wiktora Szokalskiego odbył się 10 stycznia 1891 roku i wyruszył na cmentarz Powązkowski (kwatera 20-3-21/22) z kościoła św.Aleksandra.

## Wybrane prace
- Fantazyjne objawy zmysłowe. T. 1. Sny, widma i przywidzenia. Kraków: Księgarnia D. E. Friedleina, 1861.
- Fantazyjne objawy zmysłowe. T. 2. Senne marzenia. Kraków: Księgarnia D. E. Friedleina, 1863.
- Stanowisko naukowe Ciołka (Witelliona) w średniowiecznej optyce. „Ateneum”, 1877
- Początek i rozwój umysłowości w przyrodzie. Warszawa: Księgarnia E. Wendego i Sp., 1885.